# Мураши (станция)
Мураши́ — грузовая и пассажирская железнодорожная станция, расположенная в городе Мураши Кировской области на участке Киров — Котлас Кировского региона Горьковской железной дороги.
Станция открытая для пассажирских и грузовых перевозок, обслуживает пассажирские поезда, следующие до Воркуты, Котласа, Кирова, Нижнего Новгорода, Адлера, а также пригородные поезда до Кирова, Пинюга и Лузы.
На станции располагается восстановительный поезд.
Здание вокзала является памятником градостроительства и архитектуры.

## История
- С 1895 года начато строительство железной дороги Пермь — Котлас.
- В 1898 году построено паровозное депо.
- В 1899 станция введена в эксплуатацию.
- В 1916 году паровозное депо модернизировано и стало проходным, трёхпутным, с 9-ю стойлами.

## Дальнее сообщение
| Круглогодичное обращение поездов | Круглогодичное обращение поездов | Круглогодичное обращение поездов | Круглогодичное обращение поездов |
| № поезда                         | Маршрут движения                 | № поезда                         | Маршрут движения                 |
| -------------------------------- | -------------------------------- | -------------------------------- | -------------------------------- |
| 89                               | Воркута — Нижний Новгород        | 90                               | Нижний Новгород — Воркута        |
| 309                              | Воркута — Адлер                  | 310                              | Адлер — Воркута                  |
| 311                              | Воркута — Новороссийск           | 312                              | Новороссийск — Воркута           |

| Сезонное обращение поездов | Сезонное обращение поездов | Сезонное обращение поездов | Сезонное обращение поездов |
| № поезда                   | Маршрут движения           | № поезда                   | Маршрут движения           |
| -------------------------- | -------------------------- | -------------------------- | -------------------------- |